# Nexø Museum
Nexø Museum er bymuseum for Nexø på Bornholm. Museet ligger i havneområdet i byens ældste hus. Udstillingen viser byens historie som fiskeriby, historier fra det Østbornholmske Dampskibsselskab, bryggerihistorie, og Nexøs bombardement under anden verdenskrig.

## Bygningen
Museet er indrettet i en bygning fra 1796, der oprindeligt fungerede som rådhus for byen, indtil det blev erstattet af en nyere bygning i Købmagergade i 1856. Omkring 1890 blev der tilføjet endnu en etage til bygningen. Det fungerede også som tinghus (domhus) og i kælderen findes stadig rester af fængslet.
Bygningen er opført i sandsten fra Frederiks Stenbrud, der var åbnet i 1754 lidt nord for byen. Det erstattede en tidligere bygning, hvor forhandlingerne mellem den svenske general Carl Gustaf Wrangel i 1645 havde forhandlet med danske officerer. Efter rådhuset flyttede til nye lokaler blev bygningen brug som lager.

## Udstilling
Museet åbnede i 1970, og inkluderede fra starten genstande der belyser byens maritime fortid, samt den tyske besættelse og den sovjetiske bombning og efterfølgende besættelse. Der er bl.a. udstillet antiluftskyts fra Christiansø. Der findes desuden dokumenter, fotografier og genstande fra Nexøs tidligere virksomheder, heriblandt fra stenbruddet og byens bryggeri. Museet har også en rekonstruktion af et fiskerleje.